# Bonanova Burgés Lasheras
Maria Bonanova Burgés Lasheras (1909 - 17 de septiembre de 1932), compositora y pianista.

## Biografía[2][3]
Hija del compositor Manuel Burgés Juanico y de la pianista Carolina Lasheras de Vergara. Su padre le dedicó las obras Corteig i dansa de les belleses (1932) y La vicaria.
Conocida por su devoción religiosa, su director fue fray Luis de Santa Teresa.
Inició la catalogación de la obra de su padre, labor que acabó la pianista Ángeles Bernabeu Geli, su alumna.
Murió el 17 de septiembre de 1932 a la edad de 23 años.

## Obra[4]
- Elegía (1928), para canto y piano. Letra: Jacinto Verdaguer
- L'ànima de les flors (1930), lied. Letra: Joan Maragall
- Bona nit, infants (1932), para canto y piano
- Arrullos del Plata
- Blue Star, fox-trot
- Caresse, fox-trot
- Desengaño, vals
- Metamorphosis, humorada para coro mixto a 6 voces
- Muchachita, tango. Letra: Luis Marín
- The sun, american dance, para dos pianos

### Adaptaciones de la obra de otros autores
- La cena de los apóstoles, op. 875, de Manuel Burgés
- Sor Sanxa y sus compañeras de Caridad, impresión sinfónica para piano a 4 manos